# Milionari
Milionari è un film del 2014 diretto da Alessandro Piva.
La storia, ispirata alle vicende di un clan criminale napoletano, è tratta dal romanzo "I milionari" scritto da Luigi Alberto Cannavale e Giacomo Gensini.
Il film è stato presentato in anteprima al Festival internazionale del film di Roma 2014.

## Trama
Ascesa e caduta di un clan criminale napoletano attraverso il racconto di un boss e della sua famiglia, scissa tra l'aspirazione a una vita borghese e le pulsioni profonde della sopraffazione. Trent'anni di storia di una delle città più belle e discusse del mondo, il sogno di un ragazzo che si fa travolgere dalla brama di un potere fine a se stesso, per diventare l'incubo di un uomo e di chi gli vive accanto.

## Produzione
Le riprese del film hanno avuto luogo a Napoli e a Barcellona nell'estate del 2013, mentre materiale aggiuntivo è stato girato nel 2015. La post-produzione è durata due anni e ha richiesto interventi digitali per rimuovere tutti gli elementi fuori dal contesto storico in cui si ambientano le vicende del film.

## Distribuzione
Il film viene distribuito nelle sale italiane l'11 febbraio 2016. A maggio dello stesso anno è uscita la versione Home Video in DvD con oltre 4 ore di contenuti extra e scene eliminate.

## Personaggi nella realtà
- Marcello Cavani, detto Alain Delon: Maurizio Prestieri
- Carmine: Paolo Di Lauro
- Gennaro: Raffaele Prestieri
- Antonio: Tommaso Prestieri
- Federico: Rosario Prestieri
- Faraone: Aniello La Monica
- 'O Piragna: Antonio Ruocco
- Cicciobello: Rosario Pariante
- Montesomma: Raffaele Abbinante
- Lampados: Raffaele Amato
- Sciupatiello: Cosimo Di Lauro